# فريق 3MB
 3MB  أو فرقة الثلاث أشخاص وهو أحد فرق المصارعة الحرة وهو مكون من الأمريكي هيث سلايتر والسكتلندي درو ماكنتاير والهندي جندر ماهال وبعدها أنضم لهم هورنسواغل، وهو فريق مشابه لفريق الدرع وأحد أعداءه، وقد أنتهى الفريق بعد أنتهاء عقد كل من درو ماكنتاير وجيندر ماهال.

## الفرق المعادية له
- فريق لوس ماتدوريس
- فريق الدرع
- زاك رايدر وسانتينو ماريلا

## فرق مصاحبة
فريق (رايباكسل)  RYBAXEL 

## روابط خارجية
- فريق 3MB على موقع عالم المصارعة على الإنترنت (الإنجليزية)
- فريق 3MB على موقع عالم المصارعة على الإنترنت (الإنجليزية)